# Vegetação do Azerbaijão

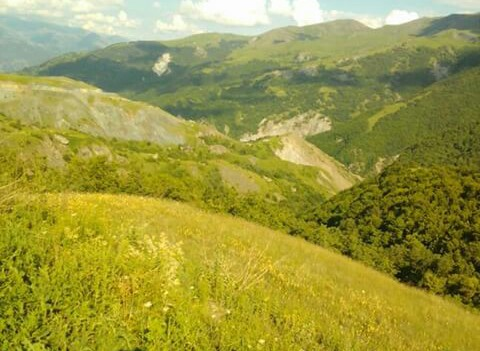
Alto Carabaque, região do Azerbaijão.

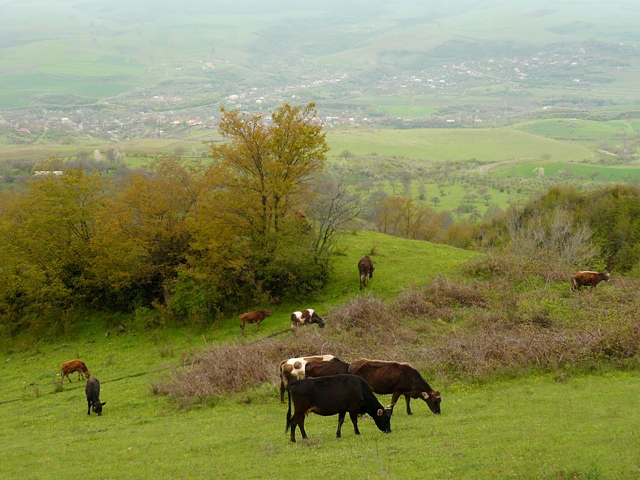
Karmir-shuka no Azerbaijão.

O Azerbaijão, um país situado na encruzilhada entre a Europa Oriental e a Ásia Ocidental, é abençoado com uma variedade impressionante de paisagens e ecossistemas, cada um com sua própria vegetação única. Desde as vastas estepes até as exuberantes florestas e as altas montanhas, a vegetação do Azerbaijão é tão diversificada quanto seu clima e topografia.

## Estepes e Pradarias
As estepes e pradarias ocupam a maior parte das terras baixas do Azerbaijão, especialmente nas vastas planícies costeiras ao longo do Mar Cáspio. Essas vastas extensões de vegetação são dominadas por gramíneas, arbustos resistentes e uma variedade de plantas herbáceas adaptadas às condições semiáridas. As estepes do Azerbaijão não apenas fornecem pastagens para o gado, mas também abrigam uma rica diversidade de vida selvagem, incluindo animais como gazelas, texugos e aves migratórias.

## Florestas Caducifólias
Nas regiões mais úmidas e montanhosas do Azerbaijão, como os Montes Maior e Menor do Cáucaso, encontramos extensas florestas caducifólias. Estas florestas são caracterizadas por árvores de folha caduca, como carvalhos, faias, olmos e bordos, que criam uma paisagem exuberante e colorida, especialmente durante o outono. As florestas do Azerbaijão não apenas fornecem habitat para uma variedade de fauna selvagem, incluindo ursos, lobos e veados, mas também desempenham um papel crucial na conservação do solo e na regulação do clima.

## Vegetação Alpina e Subalpina
À medida que nos elevamos para as regiões alpinas e subalpinas dos Montes Maior e Menor do Cáucaso, encontramos uma vegetação mais rasteira e adaptada às condições de altitude. Aqui, entre os picos nevados e os vales glaciares, podemos encontrar uma variedade de plantas alpinas, como gramíneas alpinas, lírios e rododendros, que prosperam em solos rochosos e condições climáticas extremas. Essas áreas também são o lar de espécies raras e endêmicas, adaptadas às condições únicas desses ambientes montanhosos.

## Vegetação Costeira e Aquática
Ao longo da costa do Mar Cáspio e dos rios do Azerbaijão, encontramos uma vegetação costeira e aquática diversificada, incluindo manguezais, juncos, caniços e uma variedade de plantas aquáticas. Estes ecossistemas costeiros e aquáticos não apenas fornecem habitat para uma variedade de vida selvagem, como aves aquáticas e peixes, mas também desempenham um papel crucial na proteção da costa contra a erosão e na filtragem da água.

## Desafios e Conservação
Apesar da riqueza de sua vegetação, o Azerbaijão enfrenta desafios significativos em termos de conservação e manejo sustentável de seus recursos naturais. A urbanização, a agricultura intensiva, a exploração madeireira e outras atividades humanas representam ameaças à biodiversidade e aos ecossistemas frágeis do país. No entanto, iniciativas de conservação e programas de reflorestamento estão em andamento para proteger e restaurar os ecossistemas naturais do Azerbaijão, garantindo que sua rica diversidade de vegetação seja preservada para as gerações futuras.